# Hycleus subarcuatefasciatus
Hycleus subarcuatefasciatus is een keversoort uit de familie van oliekevers (Meloidae). De wetenschappelijke naam van de soort is voor het eerst geldig gepubliceerd in 1941 door Pic.